# Hoppenrade (Löwenberger Land)
Hoppenrade è una frazione (Ortsteil) del comune tedesco di Löwenberger Land, nel Land del Brandeburgo.

## Monumenti e luoghi d'interesse
Castello (Schloss)Edificio in stile barocco costruito nel 1724 e sopralzato all'inizio del XIX secolo.
Chiesa (Dorfkirche)Eretta nel 1725, già cappella del castello, conseva all'interno un grande altare barocco.